# Хелешти (Алба)
Хелешти (рум. Helești) насеље је у Румунији у округу Алба у општини Бучум. Oпштина се налази на надморској висини од 912 m.

## Становништво
Према подацима из 2002. године у насељу је живело 31 становника, од којих су сви румунске националности.